# Nicolas Coutelot
Nicolas Coutelot (* 9. Februar 1977 in Straßburg) ist ein ehemaliger französischer Tennisspieler.
Coutelot gewann im Jahr 2000 die Challenger-Turniere in Scheveningen und Aschaffenburg. Im Jahr darauf spielte er zum ersten Mal bei den French Open. In Roland Garros erreichte er die dritte Runde, wobei er in der zweiten Runde gegen den ehemaligen Weltranglistenersten Marcelo Ríos 6:3, 6:4, 6:4 gewann. Außerdem erreichte er in diesem Jahr die Finals der Challenger-Turniere in Stettin und Barcelona.
2002 nahm er an den French Open, in Wimbledon und den US Open teil, schied aber jeweils in der ersten Runde aus. Trotzdem erreichte Coutelot in diesem Jahr am 13. Mai mit Platz 87 seine höchste Weltranglistenposition. Bei den French Open 2003 stieß er nach Siegen gegen Mardy Fish und David Nalbandian wieder in die dritte Runde vor. 2004 gewann er das Challenger-Turnier in Rom. Im August desselben Jahres wurde er allerdings nach einem positiven Dopingtest für zwei Monte gesperrt.
Von 2006 bis 2008 spielte Coutelot für den TV Espelkamp-Mittwald in der 2. Tennis-Bundesliga und schaffte mit dem Verein 2008 den Aufstieg in die Bundesliga.